# Guna
Guna là một thành phố và khu đô thị của quận Guna thuộc bang Madhya Pradesh, Ấn Độ.

## Địa lý
Guna có vị trí 24°39′B 77°19′Đ / 24,65°B 77,32°Đ Nó có độ cao trung bình là 474 mét (1555 feet).

## Nhân khẩu
Theo điều tra dân số năm 2001 của Ấn Độ, Guna có dân số 137.132 người. Phái nam chiếm 53% tổng số dân và phái nữ chiếm 47%. Guna có tỷ lệ 67% biết đọc biết viết, cao hơn tỷ lệ trung bình toàn quốc là 59,5%: tỷ lệ cho phái nam là 75%, và tỷ lệ cho phái nữ là 57%. Tại Guna, 15% dân số nhỏ hơn 6 tuổi.